# Nimisiostella
Nimisiostella is een monotypisch geslacht van schimmels uit de klasse Lecanoromycetes. De typesoort is Nimisiostella lichenicola.